# 杰克·芬德利
约翰·菲利普·芬德利（英語：John Phillip Fendley，1929年6月12日—2002年8月9日），美国NBA联盟前职业篮球运动员。他在1951年的NBA选秀中第3轮第23顺位被韦恩堡活塞选中。